# Star One
Gli Star One (denominati anche Arjen Anthony Lucassen's Star One) sono un gruppo musicale progressive metal olandese, formato nel 2002 per iniziativa del musicista Arjen Anthony Lucassen.

## Storia del gruppo
Il nome deriva da una serie fantascientifica cult britannico degli anni settanta, Blacke's 7, nella quale compariva un pianeta chiamato Star One. Dopo aver scoperto che diversi artisti hanno seguito il concetto di opera rock intrapreso da Lucassen mediante la pubblicazione dei primi album degli Ayreon, lo stesso musicista ne ascolto alcuni, notando come il timbro vocale dei vari cantanti in alcuni di quegli album fosse simile. Per tutta risposta, Lucassen decise di reclutare alcuni cantanti caratterizzati da timbri vocali diversi tra loro, Russell Allen degli Symphony X, Floor Jansen (allora componente degli After Forever), Dan Swanö dei Nightingale e Damian Wilson (allora ex-componente dei Threshold), dando vita all'album Space Metal, uscito nel 2002.
Sempre nel 2002, Lucassen portò gli Star One in concerto con l'Intergalactic Space Crusaders Tour, 2002, una tournée di sette tappe e di breve durata, dal 28 settembre 2002 al 5 ottobre 2002, che toccò solamente i Paesi Bassi, la Germania e il Belgio. L'ultima tappa del tour, che ebbe luogo a Rijssen, venne registrata portando alla pubblicazione dell'album dal vivo Live on Earth, uscito nel 2003 comprendente due CD ed un DVD.
Dopo sei anni di pausa, Lucassen riprese in mano gli Star One per la realizzazione di un secondo album atto a contrastare le sonorità soft contenute in On This Perfect Day di un altro suo progetto, i Guilt Machine (anche Space Metal nacque come risposta a un vecchio progetto del musicista, gli Ambeon). Richiamati quindi gli stessi cantanti e gran parte dei musicisti del primo album (come il batterista Ed Warby), gli Star One hanno pubblicato il secondo album Victims of the Modern Age nel 2010.

## Formazione
Attuale
- Arjen Anthony Lucassen – chitarra, basso, tastiera
- Ed Warby – batteria

Ex componenti
- Russell Allen – voce
- Dan Swanö – voce
- Damian Wilson – voce
- Floor Jansen – voce

Turnisti
- Robert Soeterboek – voce
- Irene Jansen – cori
- Peter Vink – basso
- Joost van den Broek – tastiera
- Ed Warby – batteria
- Ewa Albering – flauto traverso

## Discografia

### Album in studio
- 2002 – Space Metal
- 2010 – Victims of the Modern Age
- 2022 – Revel in Time

### Album dal vivo
- 2003 – Live on Earth

### Singoli
- 2021 – Lost Children of the Universe
- 2021 – Fate of Man
- 2021 – Prescient
- 2022 – Revel in Time